# Enrique Pimentel
Enrique Pimentel (Benavides, 3 de agosto de 1574 - Jábaga, 11 de junio de 1643) fue un eclesiástico y hombre de estado español, obispo de Valladolid, de Cuenca y presidente del Consejo de Aragón.

## Biografía
Hijo bastardo del conde de Benavente Juan Alonso Pimentel de Herrera, estudió teología y derecho en el Colegio Mayor del Arzobispo de la universidad de Salamanca.
Consejero de Órdenes y caballero de la Orden de Alcántara desde 1606 por merced del rey Felipe III, en 1615 fue nombrado canónigo y arcediano de la catedral de Jaén y consejero del Tribunal de la Suprema Inquisición. Cuatro años después fue presentado para el obispado de Valladolid, siendo consagrado por el arzobispo de Burgos Fernando de Acevedo, y en 1622 promovido a la diócesis de Cuenca;  durante los primeros años de su episcopado en Cuenca no residió aquí, pues Felipe IV le encomendó la presidencia del Consejo de Aragón; en 1626 renunció a ésta para volver a su sede, recibiendo el cargo de ministro del Consejo de Estado.
Habiendo renunciado al arzobispado de Sevilla en 1643, murió en junio de ese mismo año; fue sepultado en la capilla mayor de la catedral de Cuenca.
| Predecesor: Francisco Sobrino Morillas | Obispo de Valladolid 1619 - 1622             | Sucesor: Alfonso López Gallo             |
| Predecesor: Andrés Pacheco             | Obispo de Cuenca 1622 - 1643                 | Sucesor: Juan Francisco Pacheco          |
| Predecesor: Juan de Mendoza y Luna     | Presidente del Consejo de Aragón 1628 - 1632 | Sucesor: Francisco Fernández de la Cueva |